# Renaturyzacja
Renaturyzacja – proces przywrócenia środowisku stanu naturalnego, możliwie bliskiego stanowi pierwotnemu sprzed wprowadzenia w nim zmian przez człowieka, np. przywrócenie rzece naturalnego, meandrującego koryta. Wymaga realizacji działań technicznych i dlatego dotyczy przedsięwzięć inżynieryjnych (z reguły z zakresu melioracji i hydrotechniki). Może stanowić część rekultywacji.